# Irene d'Or
Pour plus de détails, voir Fiche technique et Distribution.
Irene d'Or est un  film muet allemand sorti en 15 février 1923. Il est réalisé par Karl Sander et Frederic Zelnik et joué par Margarete Schlegel, Yelena Polevitskaya et Hans Albers.

## Distribution
- Margarete Schlegel
- Yelena Polevitskaya
- Hans Albers
- Rita Clermont
- Olga Engl
- Albert Patry
- Frida Richard
- Magnus Stifter
- Leopold von Ledebur
- Frederic Zelnik